# Vittskövle kyrka
Vittskövle kyrka är en kyrkobyggnad i Vittskövle, omkring 5 kilometer nordost om Degeberga och 28 kilometer söder om Kristianstad. Den tillhör sedan 2010 Degeberga-Everöds församling i Lunds stift.

## Kyrkobyggnaden
Kyrkan byggdes ursprungligen under 1100- eller 1200-talet, någon exakt datering låter sig inte göras. De äldsta delarna är långhuset, koret och absiden. Här har man inte alls använt sig av tegel, så det hade kunnat stödja en tidigare datering. Dock anser vissa forskare att kyrkan är för stor för att tillhöra de äldsta kyrkorna. Det är också en öppen fråga om detta är den första kyrkan i Vittskövle socken eller om den föregicks av en träkyrka.
På 1400-talet bröts delar av den norra muren ned och en korsarm uppfördes. Den fungerade som kapell åt godsägaren på Vittskövle gård, Axel Pedersen Brahe och helgades åt Sankta Anna, jungfru Marias moder. Kapellet kan därför kallas Sankta Annas kapell.
På 1480-talet slogs takvalven och kalkmålningarna utfördes. Under mitten av 1500-talet uppfördes västtornet. Kalkmålningarna kalkades över på 1700-talet. Åren 1899–1900 genomgick kyrkan en restaurering, främst interiört, då ny läktare, nytt altare och ny bänkinredning tillkom och de gamla kalkmålningarna togs fram. Korsarmens östra del blev gravkor.
Den 21 februari 2024 skadades kyrkan av en allvarlig brand.

## Kalkmålningarna
I innertaket på Vittskövle kyrka utfördes under 1400-talets slut kalkmålningar i valven. De innehåller scener från skapelseberättelsen och syndafallet i långhusvalven.
I korets valv har det sannolikt funnits bilder ur Nicolauslegenden, men bara bilden av Sankt Nicolaus finns bevarad.
I Sankta Annas kapell finns också takmålningar i de två valven. I det östra valvet finns de fyra evangelisterna representerade med sina respektive symboler. Det västra valvet innehåller fyra kvinnliga helgon: Sankta Barbara, Sankta Ursula, Sankta Gertrud och Sankta Katarina.
Kalkmålningarna i Vittskövle kyrka är typexemplet på det måleri som tillskrivs Vittskövlegruppen.

## Inventarier
Barnekowska sarkofagerna och epitafierna är uppställda i gravkoret bakom ett järnstaket.

### Orgel
- 1768 byggde Christian Fredrik Hardt, Malmö en orgel med 6 stämmor.
- 1928 byggde Olof Hammarberg, Göteborg en orgel med 12 stämmor.
- Den nuvarande orgeln byggdes 1976 av A. Mårtenssons Orgelfabrik AB, Lund och är en mekanisk orgel.

| Huvudverk I   | Svällverk II      | Pedal        | Koppel |
| Gemshorn 8'   | Gedackt 8´        | Subbas 16´   | I/P    |
| Principal 4'  | Blockflöjt 4'     | Oktava 8´    | II/P   |
| Hålflöjt 2'   | Principal 2'      | Nachthorn 4' | II/I   |
| Mixtur 4 chor | Cornett 3 chor    |              |        |
| Trumpet 8'    | Tremulant         |              |        |
|               | Crescendosvällare |              |        |

## Bildgalleri

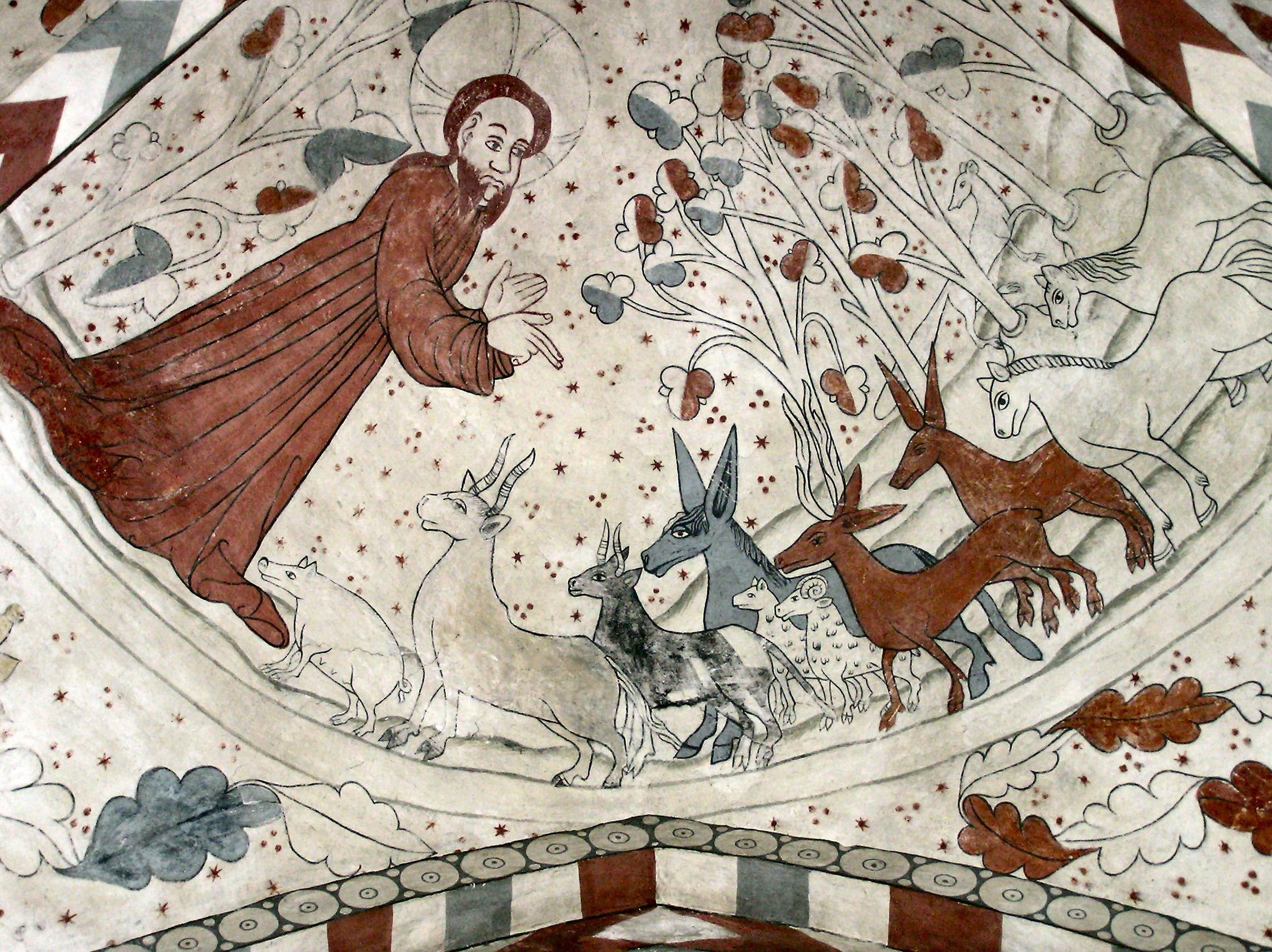
Bild ur skapelseberättelsen
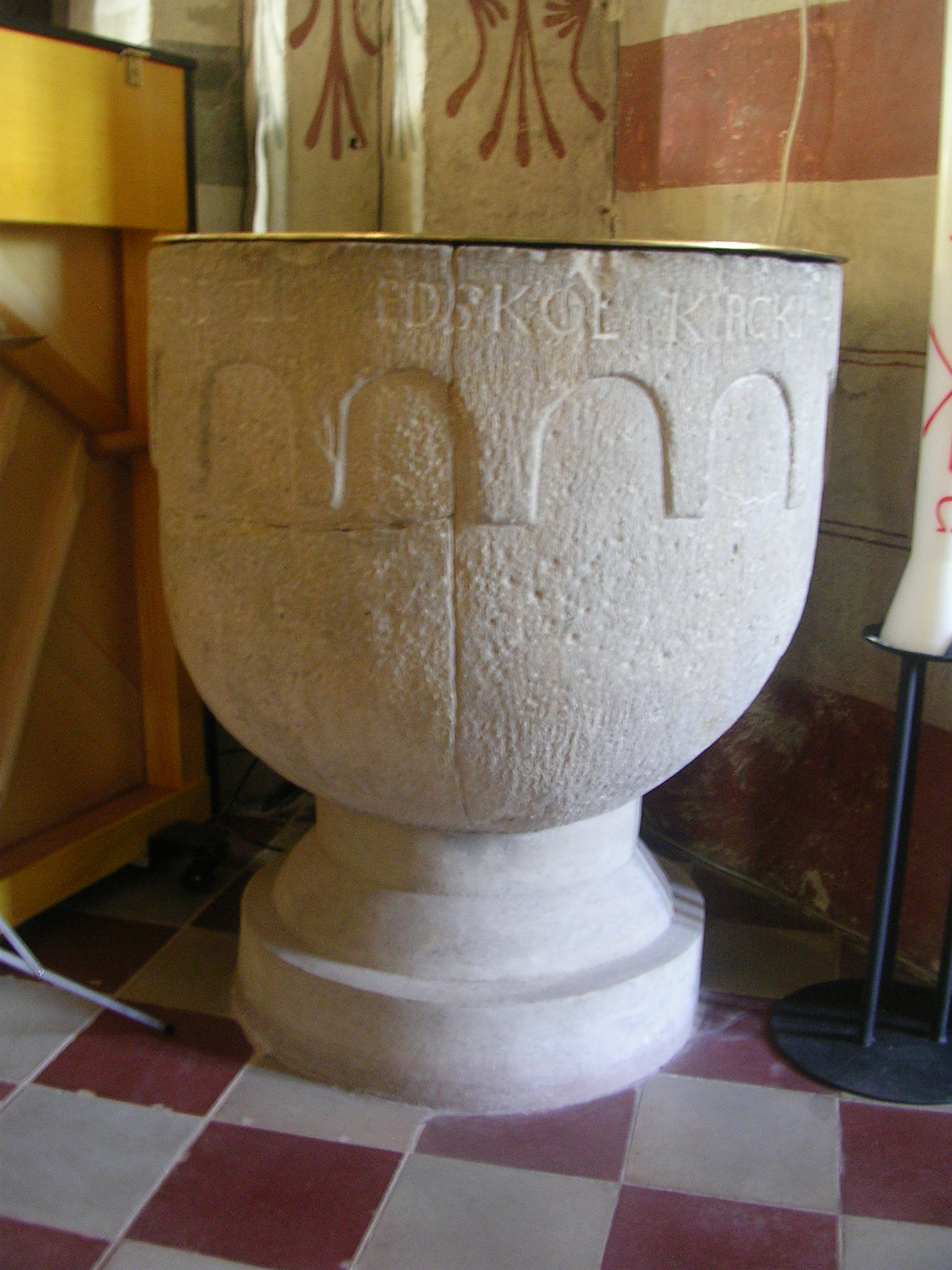
Dopfunten
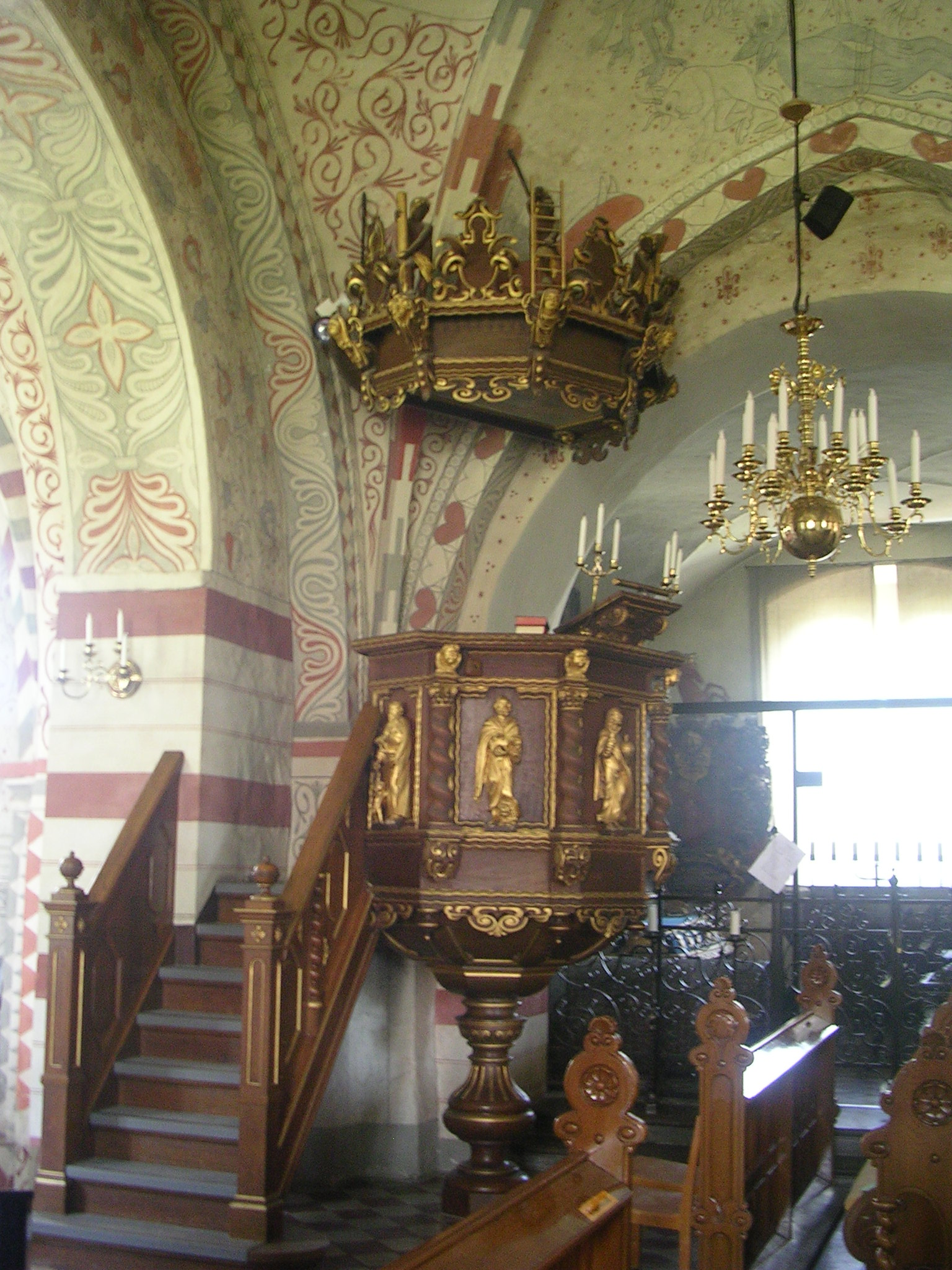
Predikstolen
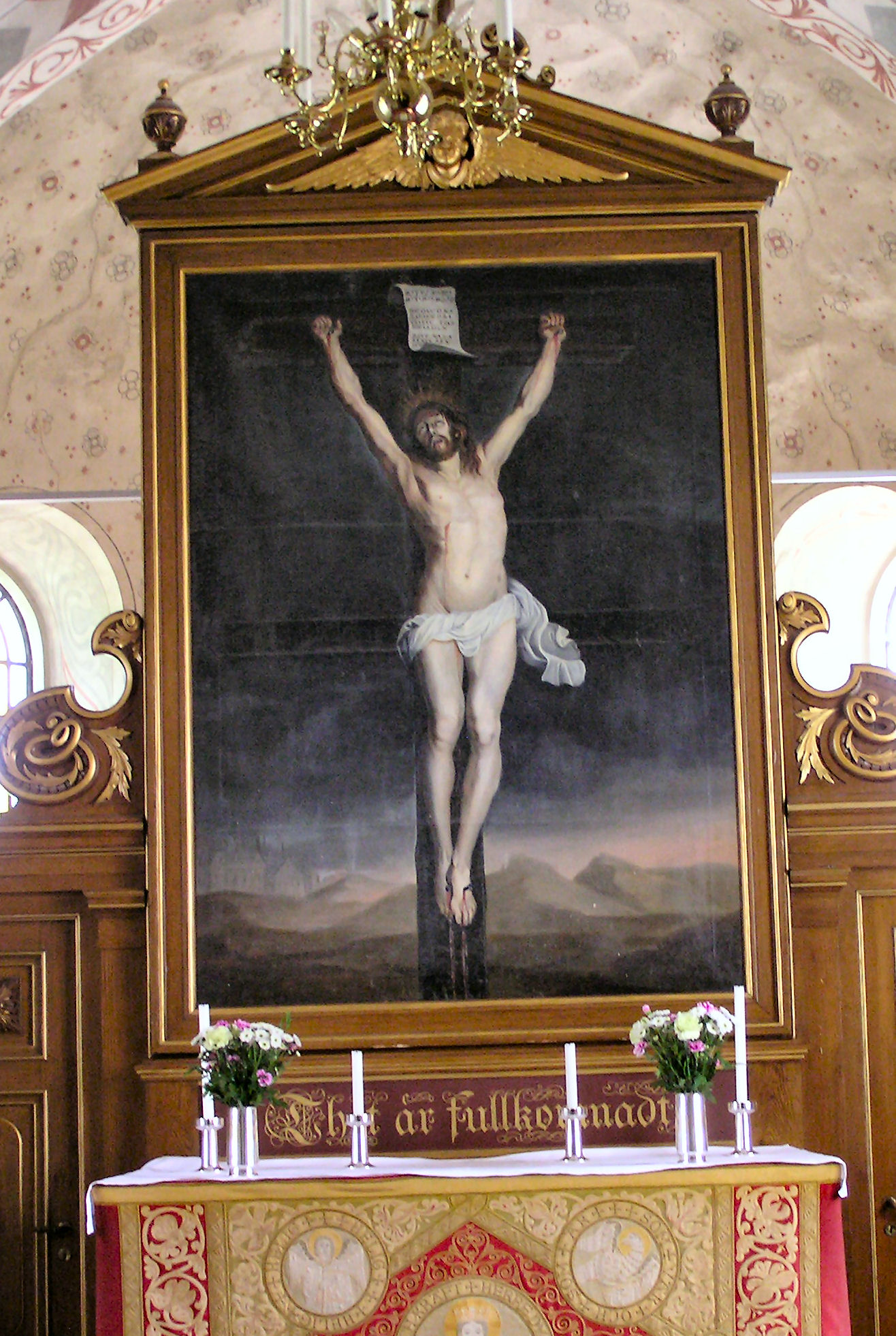
Altartavlan